# Бруней (аэропорт)
Международный аэропорт Брунея (малайск. Lapangan Terbang Antarabangsa Brunei, джави: لاڤڠن تربڠ انتارابڠسا بروني, (ИАТА: BWN, ИКАО: WBSB)) — главный коммерческий аэропорт Королевства Бруней, расположенный в столице государства городе Бандар-Сери-Бегаван.
Аэропорт обслуживает маршруты внутри страны и международные рейсы между странами Азии и Океании, а также рейсы в лондонский аэропорт Хитроу.
На территории международного аэропорта находится авиабаза «Римба» Королевских военно-воздушных сил страны.

## История
История коммерческой авиации Брунея восходит к 1953 году и началась с открытия первого регулярного авиасообщения между Бандар-Сери-Бегаваном и городом Андуки в провинции Белайт. Затем были открыты регулярные рейсы для туристических потоков в малайзийские города Лабуан (штат Сабах) и Лутонг (штат Саравак). Все рейсы обслуживались аэропортом Брунея, взлёты и посадки самолётов при этом осуществлялись на старой взлётно-посадочной полосе аэропорта, построенной японцами во время Второй мировой войны.
Значительное увеличение пассажиропотока через брунейский аэропорт произошло в 1970-х годах в результате развития гражданской авиации страны. Резкий рост коммерческий авиаперевозок привёл к тому, что текущих мощностей аэропорта стало не хватать для обслуживания пассажирских рейсов и грузовых потоков, поэтому правительство страны приняло к рассмотрению несколько вариантов плана по строительству новой современной воздушной гавани.
Новый аэропорт был построен на территории столичного округа Бруней-Муара, при этом близкое расположение порта к столице обеспечивало быстрый трансфер пассажиров из города и обратно. Официальное открытие Международного аэропорта Брунея состоялось в 1974 году.

## Современный период
Международный аэропорт Брунея состоит из международного терминала пропускной способностью до двух миллионов пассажиров в год, грузового терминала с операционной мощностью в 50 тысяч тонн и отдельного терминала для главы государства (султана). В 2005 году услугами аэропорта воспользовалось 1,3 миллиона человек.

В 2008 году руководство аэропорта сообщило о завершении рассмотрения плана по реконструкции и расширению Международного аэропорта Бруней. Принятый генеральный план состоит из нескольких этапов, первый из которых включает в себя модернизацию зданий пассажирского и грузовой терминалов. Работы по первому этапу должны были завершиться в 2013 году.

## Авиакомпании и пункты назначения

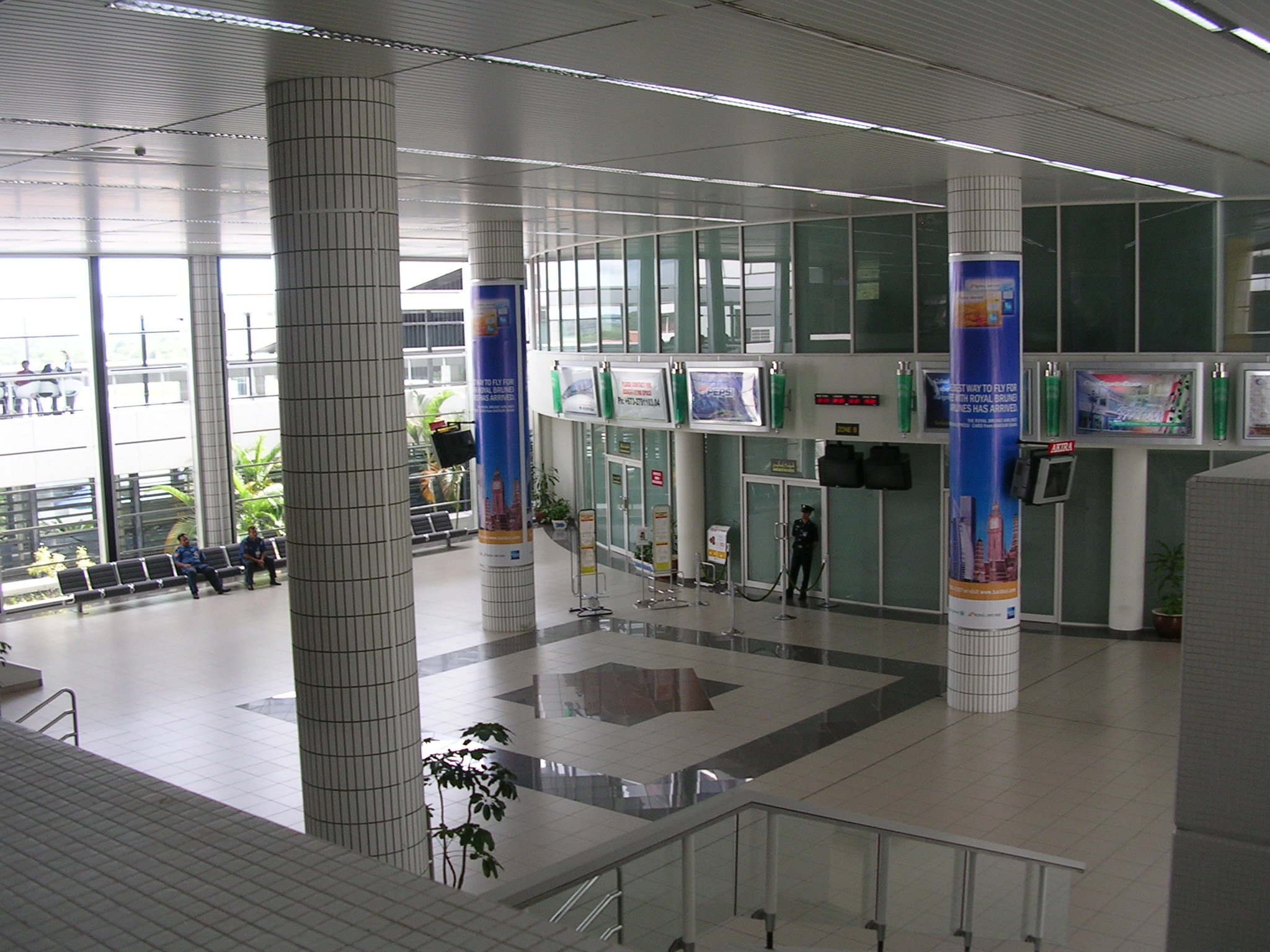
Зал отправления аэропорта

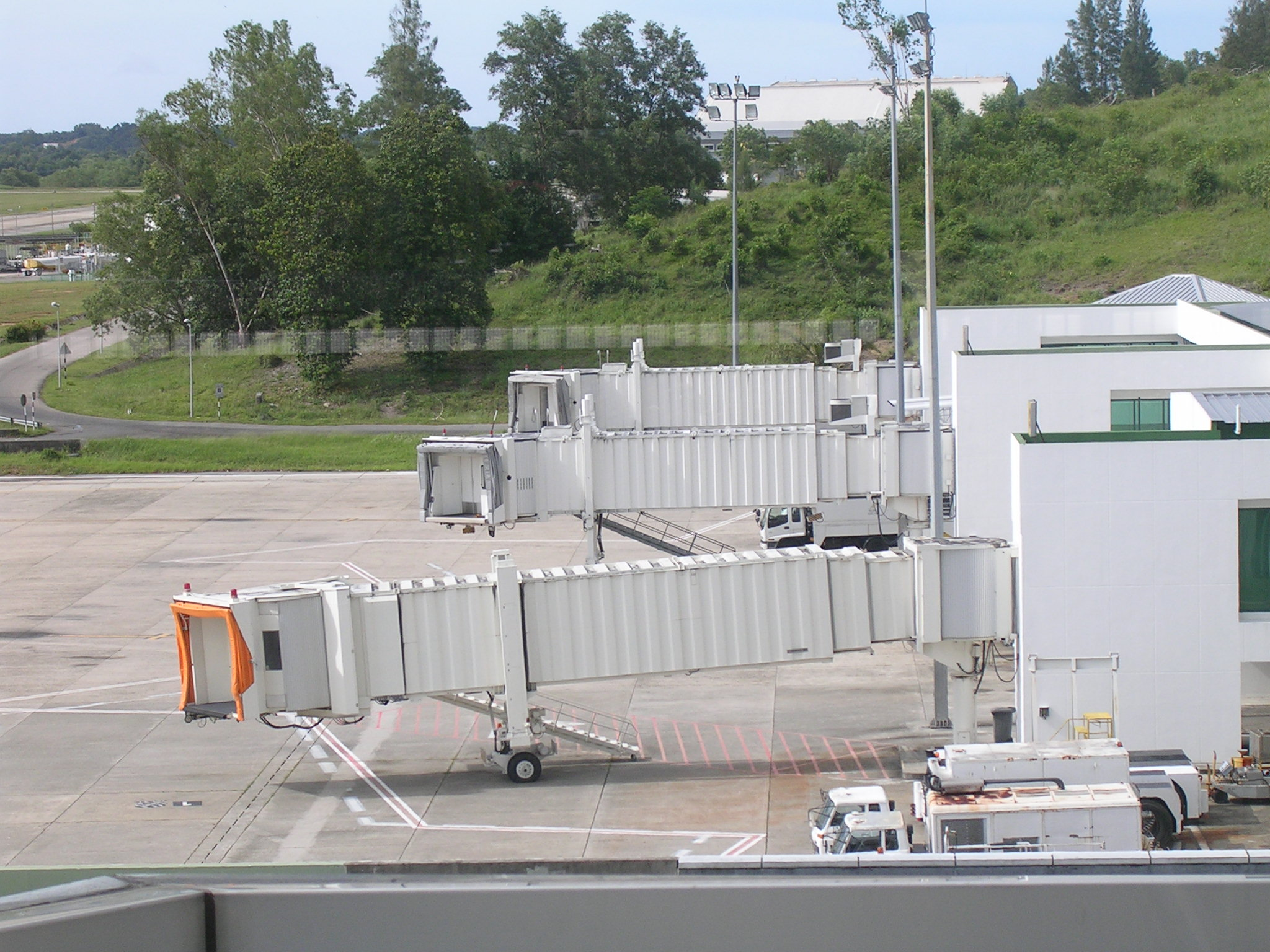
Гейты 6, 7 и 8 аэропорта (построены в конце 1990-х годов)

## Транспорт
Международный аэропорт Брунея находится примерно в десяти минутах езды от центра столицы. Между городом и аэропортом функционирует регулярное автобусное сообщение, в наличии услуги такси.